# Xã Hickory Ridge, Quận Cross, Arkansas
Xã Hickory Ridge (tiếng Anh: Hickory Ridge Township) là một xã thuộc quận Cross, tiểu bang Arkansas, Hoa Kỳ. Năm 2010, dân số của xã này là 498 người.